# Olivo e Pasquale
Olivo e Pasquale és una òpera en dos actes de Gaetano Donizetti, amb llibret de Jacopo Ferretti, basat en una obra de Simeone Antonio Sografi. S'estrenà al Teatro Valle de Roma el 7 de gener de 1827.	